# Macruromys major
Macruromys major és una espècie de mamífer rosegador de la família dels múrids. Viu a altituds d'entre 660 i 1.900 msnm a Indonèsia i Papua Nova Guinea. El seu hàbitat natural són els boscos tropicals montans. És una espècie en risc mínim, és a dir, no sembla que hi hagi cap amenaça significativa per a la seva supervivència. El seu nom específic, major, significa ‘major’ en llatí.